# FM Osaka

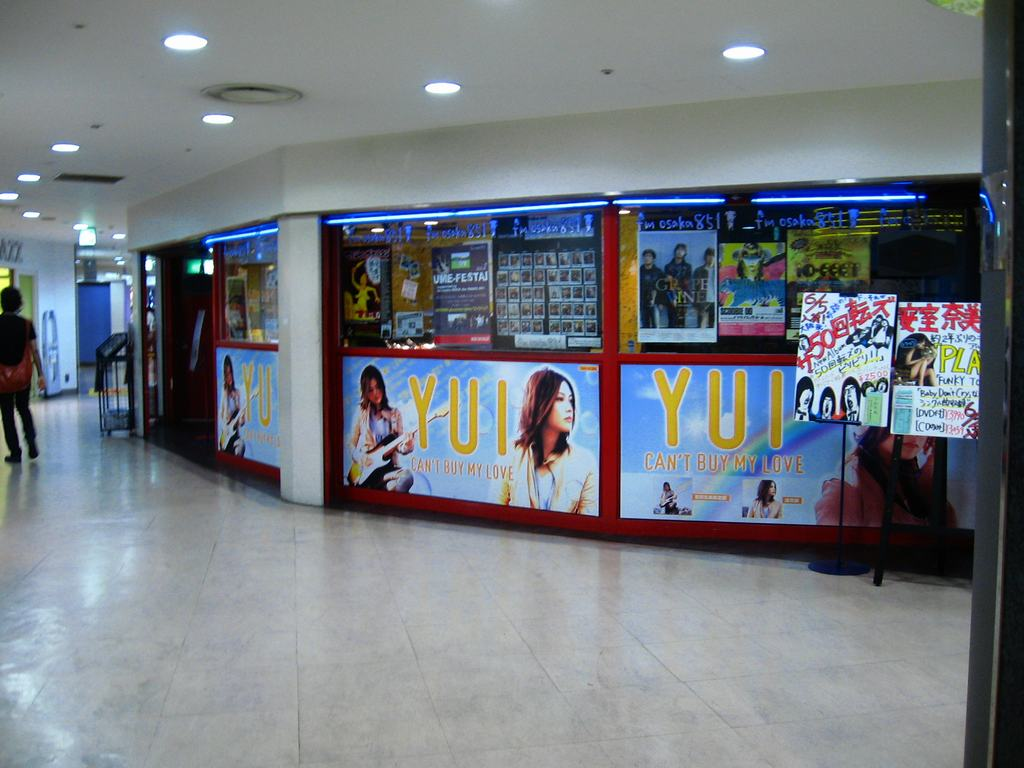
Az FM OSAKA egyik adóállomása az Oszaka Marubiru épületében

Az FM OSAKA (株式会社エフエム大阪; Hepburn: Kabushiki Gaisha Efu Emu Ōsaka; 85.1) oszakai székhelyű rádióállomás, a Japan FM Network (JFN) tagja.

## Történelme
Az FM Osaka 1970. április 1-jén kezdte meg a sugárzást országos lefedettséggel az első privát FM adóként (és a második FM adóként) nakanosimai (Oszaka) székhellyel, a Japan FM Network (JFN) hálózat egyetlen tagjaként a Kanszai régióban. Kezdetekben a csatorna adóállomása az Ikoma hegyen volt, ám később áthelyezték azt az Iimori hegyre. Jelenleg az oszakai FM Osaka, az FM802 és az NHK FM Broadcasting prefekturális szintű állomással rendelkezik, hogy ezzel biztosítsák a terület lefedettségét.
Korábban az FM Osaka székhelye az Aszahi Sinbun oszakai épületében, Nakanosimában volt, melyet 2002. július 22-én átköltöztettek a Minatomacsi River Place épületébe, Naniva-kuba.

## A rádióállomás nevei
- 1970. április 1. – 1993. március 31.: FM Osaka
- 1993. április 1. – 2008. március 31.: fm osaka
- 2008. április 1. – napjainkig: FM OSAKA

## Egyéb oszakai székhelyű rádióállomások
- FM802 (Japan FM League)
- FM Cocolo (Megalopolis Radio Network)
- NHK FM-Osaka

## Külső hivatkozások
- Az FM Osaka weboldala (japánul)